# Recetinovac
Recetinovac este o arie protejată (sit de importanță comunitară — SCI) din Croația întinsă pe o suprafață de 29,77 ha, integral marine.

## Localizare
Centrul sitului Recetinovac este situat la coordonatele 43°29′43″N 16°14′12″E / 43.49525°N 16.236603°E.

## Înființare
Situl Recetinovac a fost declarat sit de importanță comunitară în iulie 2013 pentru a proteja un număr necunoscut de specii din flora spontană și fauna sălbatică aflate în arealul zonei.

## Biodiversitate
Situată în ecoregiunea marină mediteraneană, aria protejată conține 2 habitate naturale: Recifuri, Straturi cu Posidonia (Posidonion oceanicae).
La baza desemnării sitului se află un număr nedeclarat de specii protejate.